# Les Côtes-d'Arey
Les Côtes-d'Arey é uma comuna francesa na região administrativa de Auvérnia-Ródano-Alpes, no departamento de Isère. Estende-se por uma área de 24,31 km². Em 2010 a comuna tinha 2 097 habitantes (densidade: 86,3 hab./km²).